# Ingvar Dahlström
Ingvar Arne Lennart Dahlström, född 13 augusti 1942 i Malmö, är en svensk författare, bosatt i Lund.